# Ferdinando Petruccelli della Gattina
Ferdinando Petruccelli della Gattina (Moliterno, 28 d'agost del 1815 – París, 29 de març del 1890) va ser un periodista, escriptor, patriota i polític italià.
Era un escriptor prolífic d'idees liberals i anticlericals, sovint anticonformista. Va ser exiliat pel govern borbònic de Nàpols, després del motí del 1848. Exiliat, va viure a Anglaterra i França Va vituperar els mals costums de la política italiana a la seva novel·la I moribondi del Palazzo Carignano. Umberto Eco va honrar-lo en dedicar-li el premi literari fictiu «Premi Petruzzellis della Gattina» en la seva novel·la El pèndol de Foucault.